# Mediterranean Diet Example to the World
Mediterranean Diet Example to the World è un cortometraggio documentario del 2015 diretto da Francesco Gagliardi e interpretato da Franco Nero, incentrato sul tema della dieta mediterranea.

## Trama
Mediterranean Diet Example to the World è un viaggio poetico raccontato attraverso gli occhi e le parole di un vecchio saggio che, dopo aver vagato per il mondo e aver visto un'umanità abbruttita dalla fame e dalla miseria, ritorna nella sua terra natia, il Cilento, un territorio colmo di ricchezza produttiva, biodiversità naturale, culturale e agro-alimentare. Qui ci fa conoscere lo stile di vita della dieta mediterranea che il 16 novembre 2010 a Nairobi è stata proclamata dall'UNESCO, "Patrimonio culturale immateriale dell'umanità". Il più grande nutrizionista del '900, Ancel Keys, ha delineato il regime alimentare della dieta mediterranea come un modello fatto di stagionalità, tipicità e biodiversità, stile di vita rappresentativo del rapporto tra uomini e territorio.

## Produzione
Il film è stato prodotto dalla FG Pictures in collaborazione con Rai Cinema. Le riprese si sono tenute nel Cilento tra giugno e luglio del 2015.

## Distribuzione
Il film è stato presentato in anteprima mondiale all'EXPO di Milano. Per il suo alto valore socio culturale è stato proiettato presso la sede centrale di Parigi dell'UNESCO alla presenza di alte cariche istituzionali provenienti da tutto il mondo. È stato inoltre inserito nella Digital Video Library della 75ª Mostra internazionale d'arte cinematografica di Venezia ed è stato proiettato alla ventesima edizione del Napoli Film Festival.

## Riconoscimenti
- 2018 - Festival internazionale del cinema di Salerno
  - Miglior documentario nella sezione Discovery Campania